# Innocent Canoura Arnau
Pour les articles homonymes, voir Innocent et Arnau.
Emmanuel Canoura Arnau, en religion Innocent de l'Immaculée, né le 10 mars 1887 à O Valadouro en Espagne et mort le 9 octobre 1934 à Turón (Mieres), est un saint espagnol de l'Église catholique.
Il fut un religieux passioniste (Pères Passionistes) qui subit le martyre lors de la guerre d'Espagne en même temps que huit autres religieux. Reconnus martyrs par l'Église Catholique, Jean-Paul II les canonise le 21 novembre 1999. Leur mémoire est célébrée communément le 9 octobre.

## Historique

### Contexte
Les persécutions anticléricales qui ont lieu en Espagne durant la guerre civile espagnole de 1936 débutent plusieurs années avant, durant la période 1931-1934, durant la révolution des Asturies, dans une région minière espagnole ayant une forte implémentation de membres marxistes et anarchistes.
Dès le début des années 1930, des affrontements ont lieu entre la force publique et les différentes factions politiques, faisant plus d'un millier de morts et des milliers de blessés, notamment dans la capitale Oviedo. Les émeutiers se distinguent par leur agression envers les religieux et les prêtres qui sont emprisonnés et tués sans autre raison que celle d'être des religieux catholiques. Parmi les victimes, on dénombre 33 prêtres et religieux travaillant dans le domaine de l'éducation, la santé, ou la pastorale. L'une d'elles est Emmanuel Canoura Arnau (et ses huit compagnons).

### Biographie
Emmanuel Canoura Arnau est né en Espagne 10 mars 1887 à O Valadouro (Espagne). Il entre dans la Congrégation de la Passion de Jésus-Christ en 1905 sous le nom de « Innocent de l'Immaculée » ((es) Inocencio de la Inmaculada Concepción). Il est ordonné prêtre en 1920. Il est très vite engagé par ses supérieur pour former les futurs religieux de son ordre.
En septembre 1934, il est envoyé dans la communauté des Pères Passionistes de Mieres pour une nouvelle mission. Ces religieux assurent le service pastoral des Frères des Écoles chrétiennes établis à Turón, non loin de là. Le père Innocent devient le confesseur et directeur spirituel de ces frères chargé de tenir une école pour les jeunes Espagnols. Le jeudi 4 octobre, veille de l’arrestation des Frères, il arrive à Turón afin de permettre aux élèves de célébrer le premier vendredi du mois,. 
Le vendredi matin, le 5 octobre, une trentaine de personnes font violemment irruption dans l'église durant la messe, et emmènent les huit frères des Écoles chrétiennes ainsi que le prêtre. Ils sont enfermés dans une « maison du peuple » durant quatre jours. Dans la nuit du 9 octobre, ils sont emmenés discrètement, pour éviter d'ameuter la population (qui avait été informée de leur arrestation, et risquait de s'y opposer). Les émeutiers prétendent qu'il s'agit d'un simple transfert. Les otages sont emmenés au cimetière de Turón où il une grande fosse avait été préparée à leur intention, et ils sont exécutés ce 9 octobre 1934,,.
Le huit autres victimes sont Fr. Cirilo Bertràn, Fr. Marciano José, f. Victoriano Pio, f. Benjamin Julian, f. Julian Alfredo, f. Augusto Andrés, fr, Benito de Jesùs et fr. Aniceto Adolfo.

### Béatification et canonisation
Reconnu par l’Église comme martyr tué en haine de la foi, le père Innocent de l'Immaculée est béatifié par Jean-Paul II le 19 avril 1990 puis canonisé toujours par le pape Jean-Paul II le 21 novembre 1999, en même temps que les huit autres frères, morts martyrs avec lui. Durant la messe de canonisation, le pape Jean-Paul II déclare « Ils ne furent pas les héros d'une guerre humaine à laquelle ils ne participèrent pas, mais les éducateurs de la jeunesse. En raison de leur condition de personnes consacrées et de maître, ils affrontèrent leur destin tragique comme d'authentiques témoins de la foi, donnant à travers leur martyre leur dernière leçon de vie »,.
Leur mémoire est célébrée le 9 octobre,.